# L'Évidence éternelle
L'Évidence éternelle est un polyptyque du peintre belge René Magritte réalisé en 1930. Cette série de cinq peintures à l'huile représente différentes parties du corps d'une femme nue qui permettent de la reconstituer en partie lorsqu'elles sont accrochées ensemble correctement. Cette œuvre surréaliste est conservée au sein de la Menil Collection, à Houston, au moins une version ultérieure datée de 1948 existant au Metropolitan Museum of Art de New York, également aux États-Unis.